# 小行星1110
小行星1110（1110 Jaroslawa）是一颗围绕太阳公转的小行星。1928年8月10日，格利果利·N·諾伊明在克里米亚发现了此天体。
該小行星以波蘭雅羅斯拉夫命名。
这颗小行星的绝对星等为11.62等。